# Alistair MacLean
Alistair Stuart MacLean, född 21 april 1922 i Glasgow, död 2 februari 1987 i München, var en brittisk (skotsk) författare av äventyrsromaner som Kanonerna på Navarone, Fruktan är mitt vapen och Örnnästet, vilka alla tre blivit framgångsrika filmer.

## Biografi
MacLean tog värvning i flottan 1941 och erfarenheterna från tiden i flottan kom att påverka hans böcker. Efter sin tid i flottan studerade han engelska vid University of Glasgow och arbetade sedan som lärare. Under studietiden började han skriva noveller för att få en extra inkomst. Novellen "Dileas" vann en novelltävling i tidningen Glasgow Herald och han uppmuntrades av förlaget Collins att skriva en roman. Hans första roman, HMS Ulysses var inspirerad av hans erfarenheter från kriget. Romanen blev en succé och han kunde snart försörja sig helt på sitt författarskap. Han flyttade även till Schweiz av skattetekniska skäl. Förutom sina många romaner har han även utgivit en novellsamling, The Lonely Sea.
Under 1960-talet publicerade han även två böcker under pseudonymen Ian Stuart. 1963–1966 tog han en paus från skrivandet och drev hotell i England.
Många av hans böcker har filmatiserats och han skrev själv manus till några av dem.